# Медаль «За освобождение Северной Венгрии»

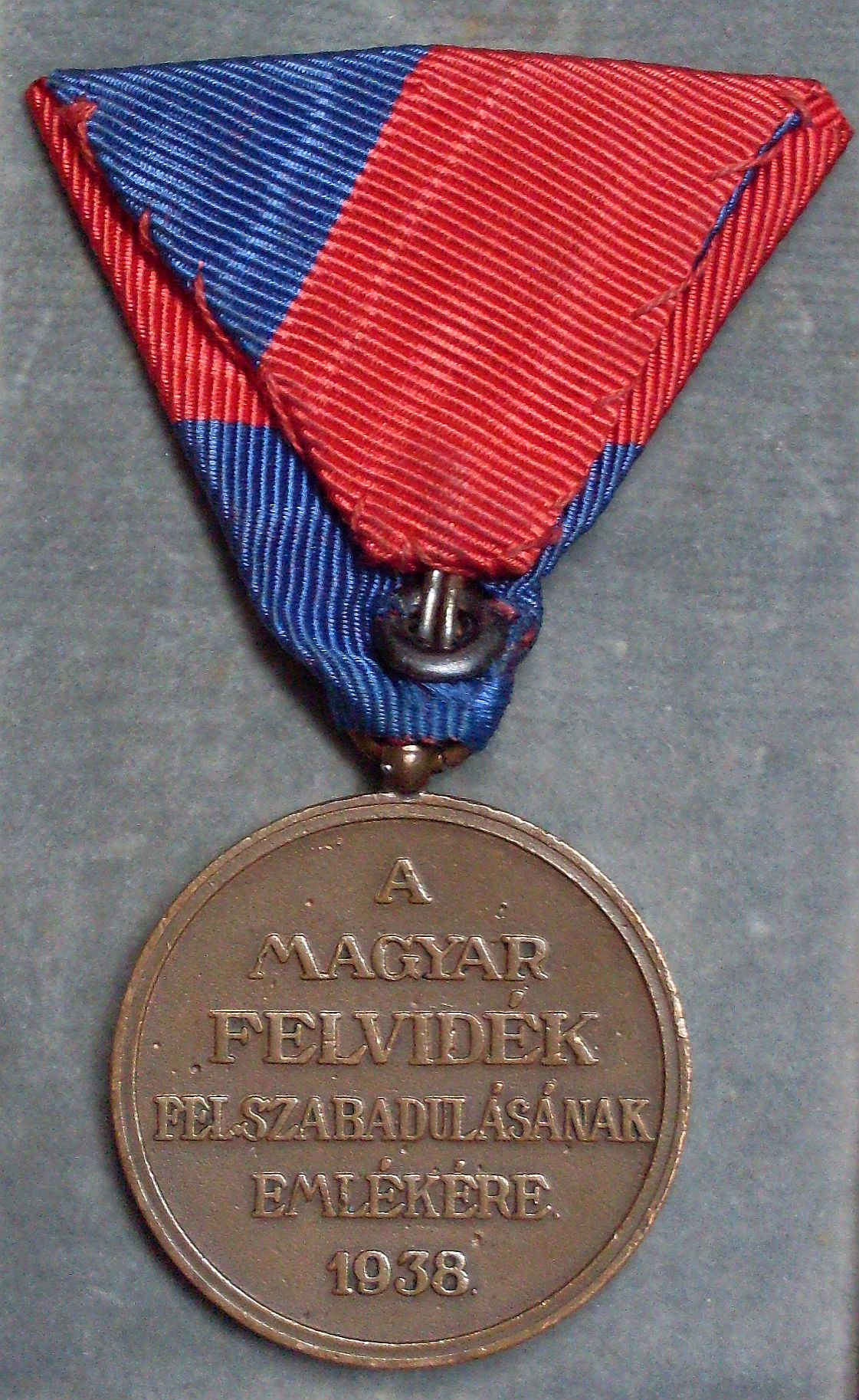
Реверс медали

Памятная медаль «За освобождение Северной Венгрии» (венг. Felvidéki Emlékérem) — награда Королевства Венгрия. Также известна как медаль Ференца Ракоци.

## История
Медаль учреждена 4 ноября 1938 года регентом Миклошем Хорти для награждения чинов армии, полиции и жандармерии, участвовавших в захвате земель, полученных во время раздела Первой Чехословацкой республики на основании решений происшедшего 2 ноября 1938 года Первого венского арбитража, по которому Венгрии были переданы так называемые Южная Словакия и Карпатская Украина с этническим венгерским большинством.
Медаль выдавалась бесплатно. В 1946 году упразднена.

## Критерии награждения
Медалью награждались
- лица, состоявшие на службе в армии, в частях, находившихся в приграничных с Чехословакией районах,
- не принимавшие непосредственного участия в операции военнослужащие прочих частей венгерской армии, находившиеся в повышенной готовности на северных и восточных границах Венгрии,
- члены 1-й и 2-й основных групп Военной академии «Людовика», участвовавшие в торжественном входе в Кошице;
- чины венгерской королевской жандармерии, участвовавшие в операции;
- чины венгерской королевской полиции, участвовавшие в операции.

## Описание награды
Изготовленная из бронзы медаль имеет форму круга диаметром 35 мм. На аверсе находится рельефное изображение Ференца II Ракоци, князя Трансильвании , известного попытками объединения Венгрии и восстанием 1703—1711 гг. против правящего дома Габсбургов, также именовавшегося Восстание Ракоци.
Это изображение обрамлено надписью на латыни: PRO PATRIA ET LIBERTATE * RÀKOCZY * (рус. За Родину и свободу. Ракоци). 
На реверсе надпись на венгерском в шесть рядов: A / MAGYAR / FELVIDÉK / FELSZABADÍTÁSÁNAK / EMLÉKÉRE  / 1938 (рус. В память освобождения Северной Венгрии 1938). 
Лента медали шириной 41 мм, красно-синяя (цвета фамильного герба рода Ракоци). Колодка традиционной для Австрии и Венгрии треугольной формы.

## Правила ношения
Медаль носили на левой стороне мундира после медали за выслугу лет III степени (венг. Szolgálati Jel) и перед памятными медалями «За освобождение Трансильвании» (венг. Erdélyi Emlékérem) и «За освобождение Южной Венгрии» (венг. Délvidéki Emlékérem).